# Действия ЦРУ в Венгрии
Действия ЦРУ в Венгрии в 1950 – 1957 годах состояли из тайного сбора разведывательных данных агентом ЦРУ под дипломатическим прикрытием и серых психологических операций (радиовещания на Венгрию). В 1989 по просьбе американской стороны из Венгрии был выслан бывший сотрудник ЦРУ. 
Как отмечалось в книге Broadcasting Freedom: The Cold War Triumph of Radio Free Europe and Radio Liberty («Свобода радиовещания: триумф холодной войны на радио «Свободная Европа» и радио «Свобода», организация под названием «Радио Свободная Европа» (РСЕ) в определённое время финансировалась ЦРУ для вещания на Венгрию: как минимум, с 1950 по 1956 годы. Тем не менее, РСЕ не выполняло директив, направленных на разжигание восстания.

## Венгрия 1956

### Тайный сбор разведданных
Единственный офицер ЦРУ, владевший венгерским языком, Геза Катона служил в Венгрии с 1950 по 1957 год, и в течение нескольких лет "95%" своего времени тратил на работу под прикрытием. Во время Венгерского восстания  осенью 1956 года он поддерживал контакты с официальными властями страны под дипломатическим прикрытием, и выдавал рекомендации своим венгерским контактным лицам. 
Венгерское восстание 1956 года застало ЦРУ врасплох. В отчете Секретной службы ЦРУ (Clandestine Service, CS) об этих событиях, написанном в 1958 году, так и утверждалось: «Эти захватывающие дух и непредвиденные обстоятельства застали врасплох не только многих венгров,  но и нас, но вряд ли нас можно в этом винить, потому что  у нас не было внутренней информации, мало внешней информации, и мы не могли читать мысли русских". Документы ЦРУ признают, что основную часть сообщений американская разведка получала из приграничных районов недалеко от Австрии. Агентство не располагало достоверной информацией из Будапешта и из регионов страны. Это означало, что сбор разведданных был «односторонним», и поэтому основанное на нём планирование  также было «односторонним». Дополнительные проблемы для ЦРУ создавала Армия США. Как с сарказмом отмечают авторы отчёта: «коль скоро мы [ЦРУ] не были в состоянии действовать эффективно..., то военные есть, были и всегда будут ещё хуже». ... По их мнению, в будущем ЦРУ [должно] держать военных «на расстоянии вытянутой руки» и делать только то, что необходимо «чтобы они были счастливы». 

### Другие действия
После того, как восстание вспыхнуло, Катона попросил указаний относительно поставок оружия и боеприпасов. 28 октября штаб-квартира ЦРУ ответила: «Мы должны только ограничиться сбором информации [и] не вмешиваться ни в какие действия, которые могли бы обнаружить заинтересованность США или дать повод требовать интервенции ... Ввозить американское оружие запрещено». Фактически, исторические свидетельства говорят о том, что передача оружия восставшим никогда серьезно не рассматривалась: «На данный момент никто не проверял точное местоположение и происхождение американского или другого оружия, доступного ЦРУ. Это было сделано, наконец, лишь в начале декабря 1956 года». 
История Секретной службы ясно показывает, что никакая спонсируемая США группа не принимала участие в восстании 1956 года. «Хотя в начале 1950-х годов появились небольшие отряды психологической войны и военизированные формирования (в том числе Венгерский национальный совет во главе с Белой Варгой), и в то время эпизодически проводились разведывательные миссии, уже к 1953 году, по мере усиления контроля со стороны венгерской госбезопасности и ввиду «скудости талантов» среди потенциальных агентов, возможности проникновения в Венгрию ухудшились, что сделало операции по пересечению границы практически невозможными». 
Рассекреченные в 2006 году материалы ЦРУ по Венгрии в двух томах, из которых один  насчитывает  по меньшей мере 99, а другой 106 страниц, показывают: Катона не участвовал в оперативной деятельности, потому что у него не было времени и он был «ограничен в этом политикой невмешательства США». Фактически  «ни разу в период с 23 октября по 4 ноября, если смотреть на ситуацию реально, у нас не было ничего, что могло или должно было быть ошибочно принято за разведывательную операцию». Хотя многочисленные опубликованные отчеты указывают на существование секретных эмигрантских групп, прошедших обучение в США, в 1950-х годах — таких, как Red Sox/Red Cap или Добровольческий корпус свободы (Volunteer Freedom Corps) — но до недавнего времени не было официальных данных, участвовали ли такие группы в венгерских событиях 1956 года. История CS ясно показывает, что они этого не делали. 
Таким образом, рассекреченные документы вовсе не подтверждают развертывания каких-либо уже существующих организованных контингентов во время Венгерского восстания, они показывают намного более импровизированные действия: так, 31 октября «Штаб-квартира [ЦРУ] поддержала схему, которая была разработана незадолго до этого [удалено], и согласно которой предлагалось разрешить выезд определенным перебежчикам [удалено], которые вызвались вернуться в Венгрию».  
«Восстание застало врасплох также и Москву, несмотря на то, что в Венгрии были дислоцированы тысячи советских солдат, офицеров КГБ и партийных информаторов. Вместо того, чтобы осознать источники недовольства, советским оперативникам и даже руководству было легче возложить на ЦРУ вину за беспорядки, что было удручающе ошибочно. Климент Ворошилов отметил на заседании президиума Верховного Совета СССР 28 октября: «Американские спецслужбы более активны в Венгрии, чем товарищи Суслов и Микоян», имея в виду двух советских партийных лидеров, направленных в Будапешт для ведения переговоров о modus vivendi с новым правительством Имре Надя. В тот момент в распоряжении двух членов президиума Верховного Совета Советского Союза было множество активных сотрудников в Будапеште, и по численности они многократно превосходили единственного находившегося там сотрудника ЦРУ».
После нескольких дней господства восставших в Будапеште Советский Союз направил в Венгрию дополнительные армейские подразделения и к 10 ноября разгромил восстание. Позже были осуждёны к смертной казни глава мятежного коммунистического правительства Имре Надь и министр обороны демократической республики Пал Малетер.

### Серые психологические операции
В противовес вышеизложенному, бестселлер репортёра "Нью-Йорк Таймс" Тима Вейнера Legacy of Ashes: The History of the CIA (Правдивая история ЦРУ, 2007) утверждает, что во время Венгерского восстания 1956 года:
- Произошло массированное наращивание вещания на Венгрию Радио Свободная Европа, контролируемого ЦРУ, которое поддерживало мятежников, поощряло насильственные выступления против дислоцированных в стране советских войск;
- Радио Свободная Европа подвергало нападкам Имре Надя, главу национального правительства, пришедшего к власти в результате восстания, рассматривая его как советского союзника, и выступало за кандидатуру кардинала Йожефа Миндсенти как нового лидера Венгрии, что говорит о полном непонимании внутренней ситуации в стране работниками ЦРУ[3];
- ЦРУ обеспечивало усилителями и ретрансляторами радиопередатчики малой мощности венгерских боевиков на территории страны.

ЦРУ оспаривает эту версию: 
 «По крайней мере, существует небрежность в оценке Венгерского восстания 1956 года, которое под пером  Вейнера становится трагикомедией, когда Фрэнк Виснер приказывает Радио «Свободная Европа» подстрекать к насилию против коммунистического режима и советских войск - якобы только ради того, чтобы увидеть подавленное восстание. Одним из основных источников для утверждения Вейнера о виновности ЦРУ является записка нью-йоркской редакции радиостанции, якобы являющаяся результатом «наставлений» Виснера по насильственным мерам сопротивления, в которой венгерскому персоналу радио в Мюнхене приказывается: «Все ограничения сняты. Любые эксцессы разрешены". Серьезная проблема для  подтверждения тезиса Вейнера в том, что Виснер в 1956 году фактически не оказывал прямого влияния на радиостанцию, а записка была выпущена после того, как восстание было фактически закончено, и касалась риторики, а не физического насилия как такового. Вейнер также ссылается на радиопередачу, в которой говорилось, что Соединенные Штаты придут на помощь венгерским борцам за свободу, не указывая, что речь идет об обзоре прессы после советского вторжения, в котором была процитирована — по названию — редакционная статья лондонской The Observer, и что даже в этом случае это было нарушением политики РСЕ. Это был единственный пример неявного намека на помощь в течение двух недель непрерывного вещания на Венгрию. Идея о том, что РСЕ разжигает насилие по указанию Фрэнка Виснера, не поддерживается ни источниками Вейнера, ни другими источниками, которые он не смог процитировать». 
В своей книге Вейнер подтверждает плохую осведомленность агентства: "ЦРУ знало о восстании не больше, чем было написано в прессе". Американские агенты не знали, когда начнется восстание, они также не располагали сведениями о сроках советской интервенции. «Если бы Вашингтон отправил оружие в Венгрию, ЦРУ не знало бы, куда его отправлять», - утверждает Вейнер. Кроме того, глава ЦРУ Аллен Даллес рекомендовал президенту США Эйзенхауэру опираться на кардинала Йожефа Миндсенти, а не на Имре Надя, что является доказательством полной некомпетентности ЦРУ относительно внутренней политики Венгрии в 1950-х годах. В венгерском департаменте ЦРУ никто не знал венгерского языка.

## Венгрия 1989
Эдвард Ли Говард, один из перебежчиков, нанёсших наиболее разрушительный вред ЦРУ, был выслан из Венгрии в 1989 году по просьбе США. «Мы попросили их изгнать его, и они сделали это», - сказал представитель США. "Никаких услуг за это мы не предоставляли". Директор Центрального разведывательного управления Уильям Вебстер сказал в своей речи в Национальной пресс-клубе об изменениях в отношениях между США и Восточной Европой: «Я могу вспомнить один случай, не упоминая имени, когда видный перебежчик из Соединенных Штатов был окончательно изгнан из страны Восточного блока, которая обеспечила ему комфорт и убежище. И это противоречило желаниям КГБ. Поэтому мы видим некоторые признаки независимости в политике».